# عنقود الذؤابة الفائق
عنقود الذؤابة الفائق (بالإنجليزية: Coma supercluster)‏ هو عنقود مجري عظيم بالقرب منا يتكون من مجرات كثيرة ومن ضمنها تجمع مجرات الهلبة (Abell 1656) وعنقود الأسد المجري (Abell 1367). يبعد عن الأرض نحو 300 مليون سنة ضوئية . ويعتبر مركز السور الكبير .
عنقود مجرات كوما العظيم يسمى أيضا بالعربية عنقود مجرات الهلبة العظيم، حيث أنه يشاهد في اتجاه كوكبة الهلبة. وهو أقرب تجمع هائل للمجرات إلى عنقودنا المحلي الذي يسمى عنقود مجرات العذراء العظيم Virgo Supercluster.
شكل عنقود مجرات الهلبة العظيم كروي تقريبا، ويبلغ قطره نحو 20 مليون سنة ضوئية ويحوي أكثر من 3000 مجرة. وهو من أوائل عناقيد المجرات العظمى التي اكتشفت، وقد ساعد العلماء في فهم بنية الكون المنظور على المستوى الواسع.

## نظرة حولنا
إذا نظرنا إلى الفضاء حولنا نجد ان المجموعة الشمسية تنتمي إلى إلى مجرة درب التبانة التي تحوي بين 200 إلى 400 مليار نجم. والمجرة نفسها تشترك مع مجرة المرأة المسلسلة (وهي مجرة أكبر من مجرتنا ) ومجموعة مجرات صغيرة يبلغ عددها 40 مجرة فيما يسمى المجموعة المحلية . المجموعة المحلية تنتمي إلى تجمع آكبر وهو عنقود العذراء المجري الذي هو جزء من عنقود مجرات العذراء العظيم . كل هذا يرتبط بعنقود مجرات كوما العظيم. وما يخرج عن ذلك نجد الكون حولنا حافلا بعناقيد مجرات عظمى أخرى ؛ مثل عنقود مجرات هورولوغيوم العظيم ،وهو أكبر من تجمعنا، وكذلك عنقود مجرات الجاثي العظيم وعنقود مجري هائل شابلي وغيرها من التجمعات العظيمة التي نراها حولنا على أبعاد تصل إلى نحو 4و1 مليار سنة ضوئية . ومما يدعو إلى الدهشة أيضا أنه توجد فراغات هائلة ( Voids ) بين تلك التجمعات تكاد أن تكون خالية من المجرات، بعض تلك الفراغات أو الفقاعات الموجودة بين تجمعات المجرات يبلغ قطرها نحو 500 مليون سنة ضوئية.

## اقرأ أيضا
- عنقود مجرات هورولوغيوم العظيم
- عنقود مجرات العذراء العظيم
- عنقود مجرات عظيم
- السور الكبير
- السور العظيم سلووان